# Daniel Vélasquez
Daniel Roger Vélasquez (né le 11 décembre 1943 à Sainte-Marie (Martinique) est un athlète français spécialiste du 400 mètres.

## Biographie
Sélectionné pour les Jeux olympiques de Munich en 1972, Daniel Vélasquez remporte la médaille de bronze du relais 4 × 400 mètres aux côtés de Gilles Bertould, Jacques Carette et Francis Kerbiriou. L'équipe de France établit un nouveau record national de la discipline en 3 min 00 s 7, se classant derrière le Kenya et le Royaume-Uni. Il participe quatre ans plus tard aux Jeux olympiques de Montréal mais est éliminé dès les séries du relais 4 × 400 m.
Il est également Champion d'Europe Police en 1974. En 1976, il est Champion de France.
Son record personnel sur 400 mètres, établi en 1972, est de 46 s 15.

## Palmarès
| Date | Compétition     | Lieu   | Place | Discipline |
| ---- | --------------- | ------ | ----- | ---------- |
| 1972 | Jeux olympiques | Munich | 3e    | 4 × 400 m  |